# Ибн Кузман
Абу Бакр Мухаммед иб Иса ибн Абд аль-Малик ибн Кузман аль-Асгхар (1078 — 1160) — выдающийся арабский поэт времён правления династии Альморавидов в аль-Андалус.

## Биография
Происходил из известной культурной семьи. Сын литератора и политика Иса ибн Абд аль-Малика аль-Наваси. Родился в Кордове в 1078 году. Получил хорошее образование, в совершенстве знал произведения классической арабской поэзии. Впоследствии перебрался в Севилью. Вел жизнь похожа на жизнь трубадуров Лангедоке, любил пиры, веселье, пийтику, даже в Рамадан. Завершил свою жизнь как имам в Кордове.

## Творчество
Создал новый вид строфичной поэзии — "заджал" (мелодия), похож на поэзию малхун. По мнению некоторых исследователей, был первым значительным поэтом, что стал использовать заджал (возможно его изобрёл ибн Байя), популяризировать и распространять его.
Создавал стихи андалузский диалект арабского языка с некоторым использование латинских слов. Его произведения повлияли на раннюю провансальскую лирику, поэзию вагантов. Его стихи полны различных намеков, гипербол, иронии. основная тема — отношения между молодыми людьми.
Большая часть его работ хранится в одной рукописи, который был найден в Санкт-Петербурге в 1881 году под названием «Диван» («Антология») с 149 заджалов.